# CJ7 - Creatura extraterrestre
CJ7 - Creatura extraterrestre è un film del 2008 di Stephen Chow.
Durante il periodo finale della post produzione, si pensò di rinominare il film per la commercializzazione nei paesi anglofoni e non: prima che venisse ufficializzato il nome di CJ7, vennero proposti titoli come Alien, Yangtze River VII, Long River 7 e A Hope.
Il film, una commedia fantascientifica, è uscito a Hong Kong il 31 gennaio 2008, in Italia è uscito direttamente in DVD nel settembre 2008.
La colonna sonora comprende due brani, Masterpiece e I like Chopin, del cantante italiano Gazebo e Sunny dei Boney M..

## Trama
Ti e suo figlio Dicky, orfano di madre, cercano di sopravvivere in onestà nonostante il lavoro umile del padre e la retta scolastica non irrisoria dell'istituto in cui Ti manda il figlio affinché possa avere possibilità migliori delle sue.
Ti è anche in debito con un capo della Triade, semplicemente chiamato Boss, il quale gli ha prestato i soldi per pagare il funerale della defunta moglie.
Dicky vive nella conseguente povertà causata dal minuto salario mensile del padre, proprio lui un giorno cerca di comprare qualche giocattolo al figlio per distrarsi un po'.
Ti non riesce a comperare nessun gioco, e così comincia a rovistare nella spazzatura, proprio qui trova un simpatico peluche che porta subito in casa.
Col passare del tempo, Ti e Dicky scoprono che il simpatico pupazzo è in realtà un essere animato giunto dallo spazio, e che i suoi simili lo stanno ricercando.

## Produzione
Il film è stato prodotto con una spesa preventiva di 20000000 $ e fa ampio uso di scene in grafica computerizzata.
Le ambientazioni del film sono state filmate in varie location a Ningbo (nella provincia del Zhejiang).